# 空中盆栽
空中盆栽（くうちゅうぼんさい、Air Bonsai）は、日本の新しい伝統文化として発表されたアート作品である。

## 概要
中国や日本に古くから伝わる盆栽や盆景を磁力を利用し、空中に浮かべて鑑賞する新しい伝統芸術である。
空中盆栽は草木を軽石や苔玉に植え、枝ぶり葉姿はもとより日本の陶磁器を含めた姿全体を鑑賞し、ゆっくり回る植え込まれた植物を見ながら時間の移り変わりを楽しむという和風の趣向も含まれている。植え込まれる草木に関しては自分好みのものや風土にあったものを自分で植え替え、育てる楽しみも含んだアート作品の要素もある。
空中盆景とは、お盆の上に土や砂、石、コケ、草木を配置して自然の景色をつくり、鑑賞する盆景を空中に浮かべることにより、インテリアアートとして評価を得ている。盆栽、生け花と同様に、自然の美を立体的に写実、表現しようとする立体造形芸術であることに違いはなくインテリアとしても活用できるように工夫されている。

## 経緯
九州在住のクリエーター今吉将之が2015年〜2017年にかけ発明、創作、発表を手がけた。日本の新興企業Hoshinchuにより日本発のプロジェクト「世界初の浮遊する盆栽（Air Bonsai/ floating bonsai）」を発表。日本古来の植物芸術だった盆栽にテクノロジーを足すことで盆栽を浮かせることに成功した。2016年2月15日発行の米国誌「TIME タイム (雑誌)」/The View（Feb/15/2016）に世界で話題のインテリアアート作品「The floating bonsai」Japanese creator Masanori Imayoshiと紹介される。
2016年２月にアメリカのクラウドファンディング「Kickstarter」にて作品名「空中盆栽（Air bonsai)」を発表。当初の目標金額に対し、達成率 1054%の 84 万ドル以上の資金調達を 1 カ月間で獲得、プロジェクトの最終結果として 843,743 ドル(約1億円)を売り上げた。

## 構造
磁石の反発力を利用して苔玉や軽石に植え込まれたミニチュアの植物が空中浮遊する。空中盆栽は基本のタイプ（ベーシックタイプ）と作家性のあるハンドメイドタイプに分かれている。
プロダクト作品としての「Air bonsai／空中盆栽」は浮遊する苔玉や軽石に植え込まれた小さな植物を「little star」、九州各地の土でできた陶器でできている土台部分「星を浮かべる土台」は磁力の反発力で宙に２cm浮き上がる。

## 海外での反応
プロジェクト内の映像など、国内外に衝撃を与える美しい映像や斬新なアイディアと高評価を得ている。 各国のマスコミからも多くの取材をうけ、Facebook の瞬間動画閲覧ランキングで世界2位。日本の侘び寂びの文化も、新境地に 突入したようだ。と紹介されている。
2016年2月発行の「TIME 誌」において、世界で話題のインテリアアート作品「The floating bonsai」Japanese creator Masanori Imayoshiとし て紹介されるなど世界中で話題になった。瀬戸内海の島々で行われる、年間 100 万人以上が訪れる日本最大の現代アートの祭典「瀬戸内国際芸 術祭 2016」において「Air Bonsai」が世界で初めて公の場で披露された。
従来日本が海外へ向けて推奨している『COOL JAPAN』、日本の生活文化の特色を生かした製品であるといえる。
作者 が意図するものとは違ってはいるが、日本のアニメ「天空の城ラピュタ」の中に出てくる飛行石をイメージさせるとネット上で話 題に上る結果となった。